# La Valse des toréadors
La Valse des toréadors est une pièce de théâtre en cinq actes de Jean Anouilh, écrite en 1951 et créée à la Comédie des Champs-Élysées (Paris) le 8 janvier 1952 dans une mise en scène de Roland Piétri et des décors et costumes de Jean-Denis Malclès. Elle est dédicacée, lors de sa parution aux Éditions de la Table ronde, à Roger Vitrac, décédé quelques jours après la première.
Elle fait partie des Pièces grinçantes avec Ardèle ou la Marguerite (1948), Ornifle ou le Courant d'air (1955) et Pauvre Bitos ou le Dîner de têtes (1956).

## Distribution originale
- Claude Sainval : le Général
- Marie Ventura : la Générale, sa femme
- Anne Vitrac : Estelle, sa fille
- Marie-Thérèse Rival : Sidonie, sa fille
- François Guérin : Gaston, son secrétaire
- Madeleine Barbulée : Mademoiselle de Sainte-Euverte
- Denise Perret : Madame Dupont-Fredaine, belle couturière
- Gabriel Gobin : le docteur
- Lucien Arnaud : le curé
- Geneviève Morel : la bonne
- Solange Certain : Paméla, la bonne

## Distribution lors de la reprise de 1973 à la Comédie des Champs-Élysées
La pièce a été reprise en octobre 1973 à la Comédie des Champs-Élysées, dans une mise en scène de l'auteur lui-même et de Roland Piétri et toujours dans des décors et costumes de Jean-Denis Malclès.
- Louis de Funès : le Général

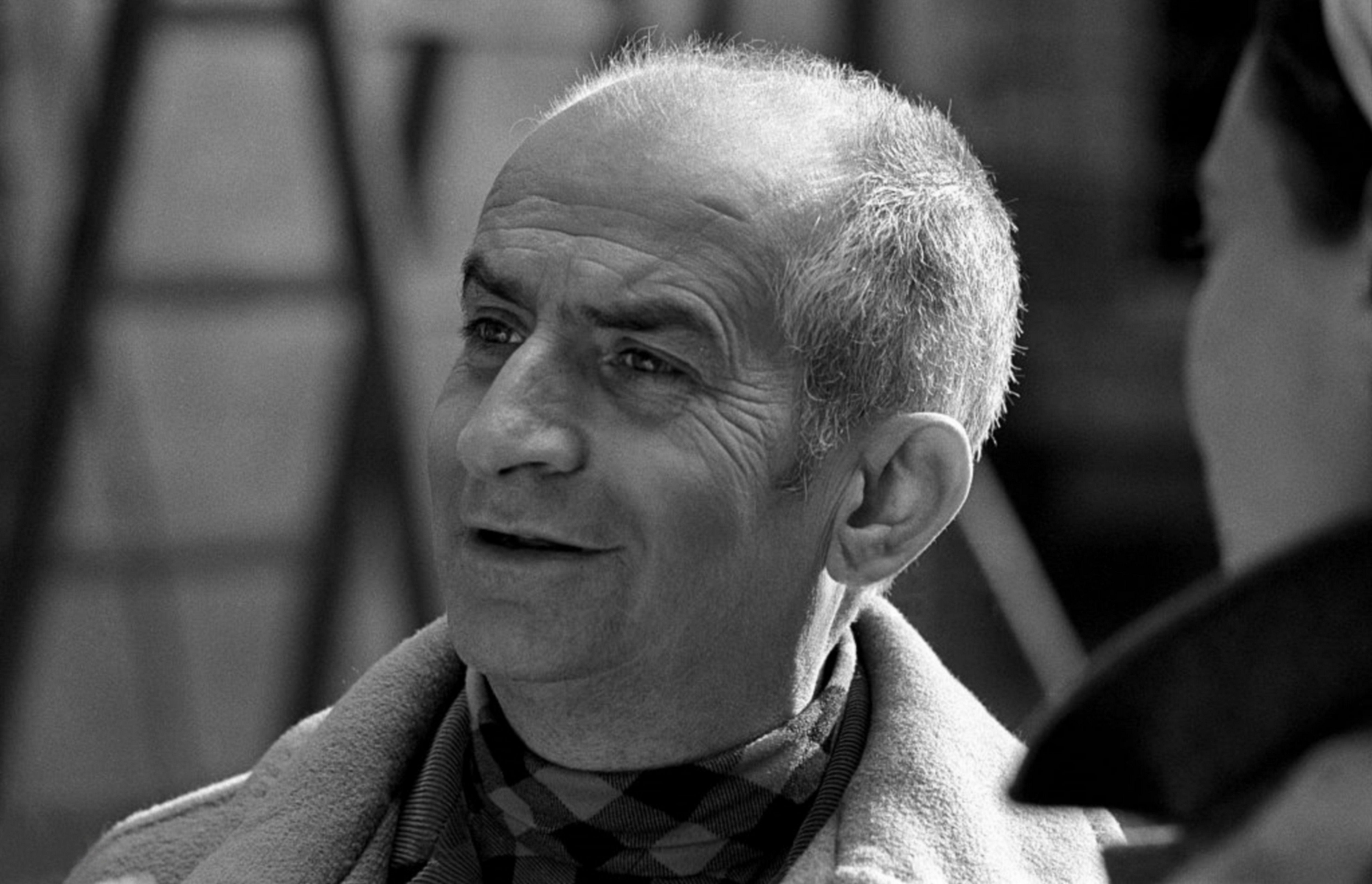
Louis de Funès reprend la pièce en 1973, cette fois-ci avec un large succès.

- Luce Garcia-Ville : la Générale, sa femme
- Marianne Pernety : Estelle, sa fille
- Sabine Azéma : Sidonie, sa fille
- Pierre Haudebourg : Gaston, son secrétaire
- Mony Dalmès : Mademoiselle de Sainte-Euverte
- Micheline Bourday : Madame Dupont-Fredaine, belle couturière
- Gabriel Gobin : le docteur
- Roland Piétri : le curé
- Gilberte Géniat : la bonne
- Françoise Hubert : Paméla, la bonne

Jean Anouilh avait beaucoup apprécié l'interprétation par Louis de Funès de Machetu dans Ornifle en 1956, et avait tenté vainement de lui écrire une pièce pendant plusieurs années. Il lui propose finalement de reprendre La Valse des toréadors, pièce en laquelle il croit beaucoup mais qui avait été assassinée par la critique en 1952. Le comédien accepte, désireux de reprendre le théâtre après le triomphe de la reprise d'Oscar en 1971-1973, et peu enthousiasmé par les scénarios de films qu'il reçoit au même moment, à l'exception de ceux de Gérard Oury.
Les répétitions commencent à l'été 1973, après que le comédien eut tourné Les Aventures de Rabbi Jacob. Louis de Funès est dérouté par la manière dont Anouilh, qui met en scène sa pièce, aidé par Roland Piétri, dirige les répétitions, de façon trop distante, avec peu d'indications, données une fois la pièce entière jouée, alors que le comédien préfère la méthode de Raymond Rouleau de reprendre chaque réplique. À l'approche de la première, Louis de Funès déclare ne pas savoir son très long texte (1 448 lignes sur les 2 752 de la pièce) et menace de ne pas participer à la première.
La première a lieu le 19 octobre 1973,,. Ce soir-là, la présence de Jean Anouilh dans le parterre décuple le trac de Louis de Funès, et il fait évincer l'auteur après le premier acte, en le cantonnant dans le foyer du théâtre. Au cours des représentations, Louis de Funès allonge la pièce en accumulant les inventions, et l'amène à durer jusqu'après 23 h 30. Le dramaturge, friand de ces ajouts, lui pardonne son comportement de la première. La pièce est un succès. La critique est élogieuse,.
Sur les planches, Louis de Funès se dépense beaucoup et s'épuise. À l'approche de la 200e, sa pression artérielle est inquiétante et l'infarctus le guette,. Alors que la fréquentation baisse, et bien que son contrat prévoie un minimum de deux cents représentations jusqu'en juin, l'acteur s'arrête après la 198e de La Valse des toréadors, jouée le 25 avril 1974 — sa dernière apparition au théâtre. Le relâche est d'abord annoncé comme exceptionnel puis, sur avis médical, la pièce est définitivement interrompue.

## Reprise de 1992 au théâtre Silvia-Monfort
La pièce a été reprise le 7 janvier 1992 au théâtre Silvia-Monfort, pour son inauguration, dans une mise en scène de Régis Santon, directeur du théâtre. Elle a fait l'objet de deux nominations aux Molières en 1992, pour le Molière de la comédienne dans un second rôle (Marie-France Santon), et pour le Molière du théâtre public (théâtre Silvia-Monfort).

## Adaptation
La pièce a été adaptée au cinéma, en 1962, dans une adaptation en anglais (les lieux ont été changés : l'histoire se passe en Angleterre au lieu d'être en France), sous le titre Les Femmes du général avec Peter Sellers et Dany Robin.